# Duwamish (tribu)
Duwamish es una tribu amerindia del oeste del estado de Washington, y son los habitantes originales de Seattle (capital del estado). El jefe Seattle fue un miembro de ambas tribus, los duwamish y los suquamish.
El nombre es un autónimo dxʷdɐwʔabʃ, que significa ‘la gente del interior’.
Algunos miembros de la tribu se movieron a su reserva en 1855 después de firmar el Tratado de Point Elliott. A diferencia de muchos grupos indígenas de la Costa Noroeste, muchos duwamish no se mudaron a las tierras de la reserva, sin embargo aún retienen mucha de su herencia cultural. Como muchos nativos de la Costa Noroeste, los duwamish dependían fuertemente de la pesca para su supervivencia y sustento. Unos pocos restos del equipo de pesca duwamish fueron encontrados en el Parque Mee-Kwa-Mooks en el Oeste de Seattle.
El lenguaje duwamish pertenece a la familia salishan.
La palabra Loshootseed para el pueblo duwamish es xwduʔabš.